# DF-11 (ミサイル)
DF-11（中: 東風-11、Dong-Feng-11、輸出名 M-11、DoDコード CSS-7）は、中国が開発した短距離弾道ミサイル（SRBM）。中国人民解放軍の第二砲兵部隊にて運用されている。

## 概要
輸出用として1970年代後半に開発された。1992年-1994年の間に55基がパキスタンへ輸出され、ガズナヴィミサイルの基となった。

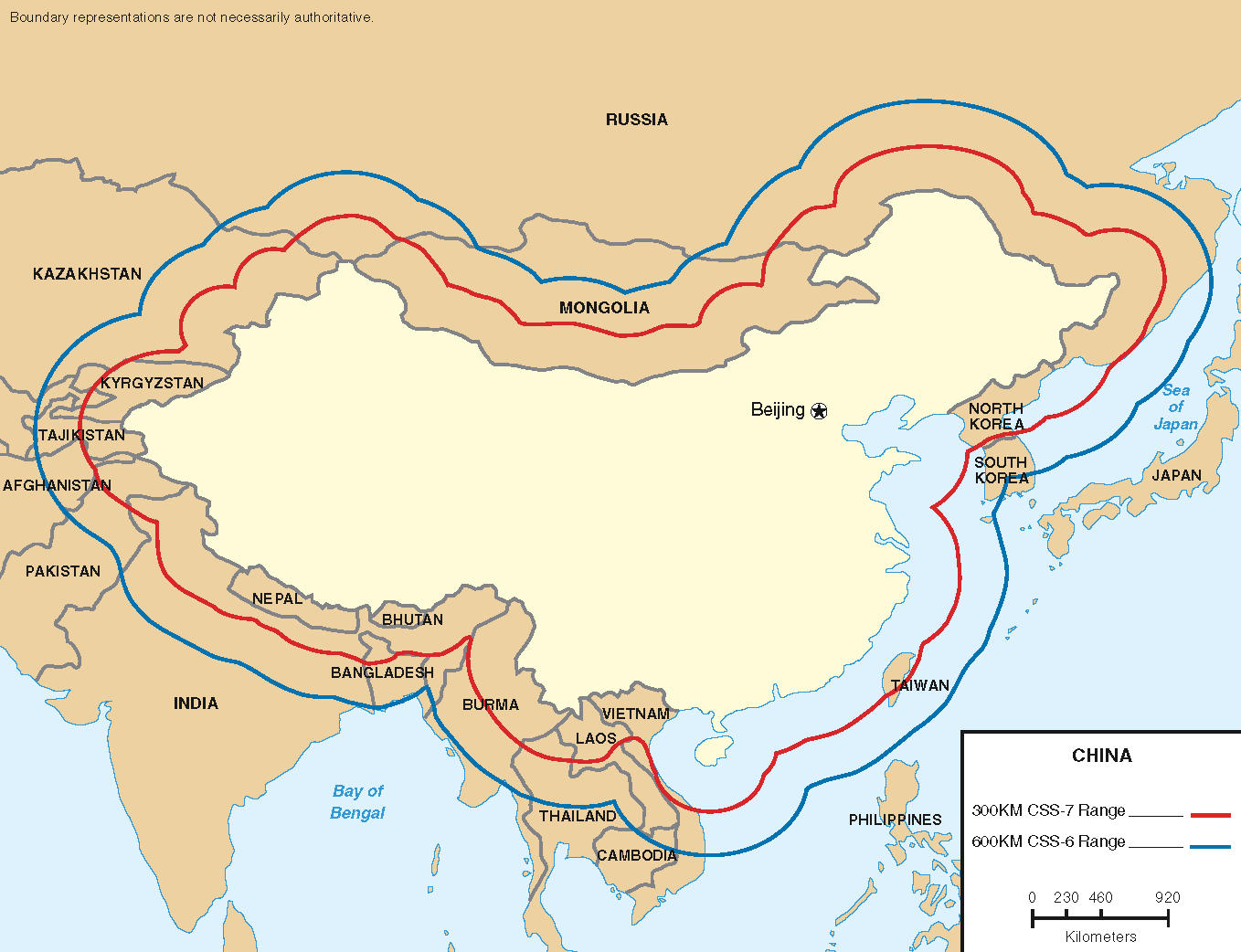
DF-11/CSS-7の射程（赤線）

初期型の射程は300kmほどしかなかったが、1990年代に入り距離を500kmに伸ばしGPS誘導装置が装備されたDF-11Aが開発されており、単価が安いせいか後者は大量配備された。福建省に台湾用と思われるDF-11が500基以上配備されている。
使用車両は、1980年代に万山特殊車両の国営製造廠でロシア製MAZ-543TELを基に開発されたWS24008×8輪重輸送車。
1992年に米偵察衛星がパキスタンにDF-11を捉え、パキスタンへの同ミサイルの配備が確認された。

## 仕様
- 射程= 280-350km（DF-11） 500km（DF-11A）
- エンジン= 単段式固体燃料ロケット
- 誘導システム= 慣性誘導（DF-11） 慣性誘導+GPS（DF-11A）
- CEP= 500-600m（DF-11） 200m（DF-11A）
- 全長= 7.5m（DF-11） 8.5m（DF-11A）
- 直径= 0.8m
- 重量= 4,200kg
- ペイロード= 500kg
- 発射準備期間= 15-30分